# Sonny & Cher Live
Sonny & Cher Live è un album dal vivo del duo musicale statunitense Sonny & Cher, pubblicato nel 1971.

## Tracce
Side A
1. What Now My Love (Carl Sigman, Gilbert Bécaud, Pierre Delanoë) - 2:52
2. The Beat Goes On (Sonny Bono) - 9:00
3. Once in a Lifetime (from Stop the World – I Want to Get Off) (Anthony Newley, Leslie Bricusse) - 2:08
4. More Today Than Yesterday (Pat Upton) - 2:32
5. Got to Get You into My Life (John Lennon, Paul McCartney) - 1:25
6. Someday (You'll Want Me To Want You) (Jimmie Hodges) - 4:00

Side B
1. Danny Boy (Frederick Weatherly) - 5:53
2. Laugh at Me (Sonny Bono) - 2:46
3. Something (George Harrison) - 4:00
4. Hey Jude (John Lennon, Paul McCartney) - 7:30
5. I Got You Babe (Sonny Bono) - 3:26